# المدير التنفيذي لمقاطعة كينغ
السلطة التنفيذية لمقاطعة كينغ (بالإنجليزية: King County executive)‏هي السلطة التنفيذية المنتخبة لمقاطعة كينغ في ولاية واشنطن. تم إنشاء المكتب مع تنفيذ ميثاق الحكم الذاتي لمقاطعة كينج في 5 نوفمبر 1968. في السابق كانت صلاحيات السلطة التنفيذية للمقاطعة منوطة بلجنة مقاطعة مكونة من ثلاثة أعضاء، والتي توقفت عن الوجود مع تنفيذ ميثاق الحكم الذاتي في عام 1969. يتم انتخاب الرئيس التنفيذي للمقاطعة كل أربع سنوات، ومنصبه غير حزبي.
وكان أول مسؤول تنفيذي للمقاطعة هو جون سبيلمان، من عام 1969 إلى 1981. المدير التنفيذي الحالي هو دو قسطنطين، الذي انتخب ليحل محل رون سيمز منذ استقالته ليصبح نائب وزير الإسكان والتنمية الحضرية في إدارة أوباما في 8 مايو 2009.

## الانتخابات
في العادة يتم إجراء انتخابات المجلس التنفيذي للمقاطعة في السنوات الفردية. ومع ذلك، في عام 2022، تم تمرير تعديل على ميثاق المقاطعة والذي من شأنه نقل الانتخابات لعدة مناصب منتخبة في المقاطعة إلى سنوات زوجية. ولتحقيق هذه الغاية، ستُجرى انتخابات المجلس التنفيذي لمقاطعة كينغ في عام 2025 لمدة ثلاث سنوات، بدلاً من أربع سنوات كما هو الحال عادة.

### انتخابات المجلس التنفيذي للمقاطعة لعام 2025
في نوفمبر 2024، أعلن دو قسطنطين أنه لن يسعى لإعادة انتخابه في عام 2025، وأطلقت عضوة مجلس مقاطعة كينج كلوديا بالدوتشي من بيلفيو حملة.

## قائمة المديرين التنفيذيين
| # | صاحب المنصب | صاحب المنصب              | الحزب      | في المنصب      | ترك المنصب     | الفترات | ملاحظات                                                                   |
| - | ----------- | ------------------------ | ---------- | -------------- | -------------- | ------- | ------------------------------------------------------------------------- |
| 1 |             | جون سبيلمان              | Republican | مايو 1 1969    | يناير 14 1981  | 3+      | استقال ليخدم كـ حاكم واشنطن                                               |
| 2 |             | رون دنلاب [الإنجليزية]   | Republican | يناير 14 1981  | نوفمبر 18 1981 | <1      |                                                                           |
| 3 |             | راندي ريفيل [الإنجليزية] | Democratic | نوفمبر 18 1981 | يناير 1 1986   | 1       |                                                                           |
| 4 |             | تيم هيل                  | Republican | يناير 1 1986   | يناير 4 1994   | 2       |                                                                           |
| 5 |             | غاري لوك                 | Democratic | يناير 4 1994   | يناير 15 1997  | <1      | استقال ليشغل منصب حاكم ولاية واشنطن                                       |
| 6 |             | رون سيمز                 | Democratic | يناير 15 1997  | مايو 8 2009    | 2+      | استقال ليستلم منصب نائب وزير الإسكان والتنمية الحضرية في الولايات المتحدة |
| 7 |             | كورت تريبلت              | Democratic | مايو 8 2009    | نوفمبر 24 2009 | <1      |                                                                           |
| 8 |             | دو قسطنطين               | Democratic | 24 نوفمبر 2009 | في المنصب      | 4+      |                                                                           |

ملاحظات
1. 1 2 3  Appointed to serve out remainder of term
2. ↑  Subsequently elected to full four-year term

## روابط خارجية
- المدير التنفيذي لمقاطعة كينغ